# Луде године (филм)
Луде године је југословенски филм снимљен 1977. године. По жанру је драма, а представља први филм из серијала Луде године. Филм је режирао Зоран Чалић, који је такође и написао сценарио. Темељи се на истоименом роману Томислава Кетига из 1973.

## Радња
Неупућени у праву природу одрастања, двоје младих Марија и Боба се заљубљују. Они срећно проводе дане своје љубави. Проблем настаје када Марија затрудни. Бобини другови сазнају за то и решавају да помогну. Бобин друг Буле, син доктора Недељковића, специјалисте из гинекологије, пита оца за савет везан за трудноћу, на шта му овај одговара да је абортус компликована ствар и да лако може доћи до крварења или сепсе. Уз помоћ локалног продавца лозова Мигета, кога су слагали да је Булету трудна тетка, сазнају за адресу извесног Дивљака и извесног Срећка, који могу да ураде абортус. Они одлазе да се договоре и сазнају да је Срећко ухапшен већ давно, па одлазе код Дивљака. Потом налазе Бобу и дају му предлог, међутим он одбија, говорећи да је то његова ствар. На сусрету, Боба говори Марији да је њена трудноћа њена, женска ствар, и Марија одлази. Маријини родитељи су бесни на Марију због лоших оцена након чега избија свађа. Након тога, Марија добија адресу Дивљака од Бобиних другова и одлази да уради киретажу. Школски доктор Лазовић налази Бобу и другове у кафићу и говори им да морају хитно да пронађу Марију, на шта Бобина другарица Лидија открива да је она код Дивљака, након чега сви заједно јуре да је спасу. За то време, код Дивљака, Марија је у смртној опасности. Коначно Боба, доктор, Миге, остали и полиција стижу на лице места и хватају Дивљака. Марија бива брзо пребачена у болницу, где је успешно оперише и спашава јој живот доктор Недељковић, Булетов отац, уз напомену да су шансе да Марија поново буде мајка слабе. Боба одлази преко моста, док се неко двоје младих љубе у зору.

## Улоге
| Глумац                   | Улога                      |
| ------------------------ | -------------------------- |
| Риалда Кадрић            | Марија                     |
| Владимир Петровић        | Боба                       |
| Велимир Бата Живојиновић | др Недељковић              |
| Драгомир Бојанић Гидра   | Живорад Жика Павловић      |
| Љубиша Самарџић          | др Лазовић                 |
| Дара Чаленић             | Дара Павловић              |
| Милан Срдоч              | Миге                       |
| Марко Тодоровић          | Милан Ђорђевић             |
| Јелена Жигон             | Јелена Ђорђевић            |
| Предраг Тасовац          | Доктор, пријатељ Ђорђевића |
| Душан Тадић              | Саобраћајни милиционер     |
| Анка Зупанц              | Наставница                 |
| Петар Лупа               | Пијанац                    |
| Ранко Ковачевић          | Дивљак                     |
| Владан Живковић          | Милиционер                 |
| Надежда Брадић           | госпођа на балкону         |
| Соња Савић               | Лидија, Бобина другарица   |
| Светислав Гонцић         | Буле, Бобин друг           |
| Светлана Тодоровић       |                            |
| Љиљана Контић            | Наставница                 |
| Зоран Цвијановић         | Бобин друг                 |
| Оливера Јежина           | Бобина другарица           |
| Душко Стевановић         | Бобин друг                 |
| Ружица Маринковић        |                            |

## Занимљивости
- Улогу Марије, требало је да игра Соња Савић, али је замењена Риалдом Кадрић. Риалда је дошла пред само снимање, иако су се глумац Владимир Петровић и Соња дуго припремали за главне улоге.[1] Соњи је касније ипак додељена споредна улога, па је тумачила лик Бобине другарице Лидије.
- У прва два филма серијала Маријина породица се презива Ђорђевић, а у свим осталим наставцима Тодоровић.